# L'amore dimenticato
L'amore dimenticato (Znachor) è un film del 2023 diretto da Michał Gazda.
Pellicola polacca con protagonisti Leszek Lichota, Maria Kowalska, Ignacy Liss, Anna Szymanczyk e Mikołaj Grabowski. Prodotto e distribuito da Netflix, il film è il terzo adattamento cinematografico del romanzo Znachor (1937) dello scrittore polacco Tadeusz Dołęga-Mostowicz.

## Trama
Il professor Rafał Wilczur, uno stimato chirurgo nella Polonia degli anni '20, viene abbandonato dalla moglie, che porta via con sé la loro figlioletta Marysia. Nel tentativo di rintracciare i loro movimenti, l'uomo finisce in un losco quartiere dove viene aggredito e selvaggiamente picchiato. 
Scomparso, viene dato per morto suicida, quando in realtà, in conseguenza del trauma cranico, ha avuto un'amnesia, che lo ha condotto, attraverso un vagabondaggio senza meta, a stabilirsi quindici anni dopo in un villaggio dove lavora come mugnaio. Con la nuova identità di Antoni Kosiba, il professore inizia a curare gli abitanti del luogo dove, restata sola al mondo, si è stabilita anche la giovane Marysia che lavora come cameriera in una locanda ebraica per potersi pagare gli studi universitari. Di lei si innamora il giovane conte Leszek Czyński che, pur andando incontro all'ostilità della famiglia decide di sposarla. Vittime di un sabotaggio di uno spasimante di lei, Marysia e Leszek hanno un incidente in motocicletta che finisce per dividerli.
Lui, con diverse fratture viene subito soccorso dai genitori, mentre lei con un bruttissimo trauma cranico viene abbandonata dai conti che la danno per morta. Antoni, grazie al furto di strumenti chirurgici effettuato dalla sua compagna Zośka, effettua un'operazione delicatissima alla testa della ragazza, che viene così salvata.
Leszek è stato mandato a riabilitarsi in Svizzera mentre Marysia gli scrive lettere che non gli vengono recapitate per l'ostilità di sua madre. Ma a un certo punto il padre cede e informa il figlio che la sua amata è viva. Non potendo accettare che il figlio sposi una cameriera, la contessa cerca di convincere Marysia pagandola profumatamente e minacciando di denunciare Antoni sia per la pratica illegale della professione medica sia per il furto degli strumenti chirurgici. Saputo questo Antoni si consegna alla polizia con la ragazza che, non accettando alcun compromesso, lascia il villaggio e torna a Varsavia.
Leszek scopre le vere origini di Marysia e, rintracciata, la informa che il suo vero padre era un grande chirurgo e che fu dato per morto ma senza che ne fosse stato trovato il corpo. A Radom intanto il processo di Antoni va avanti, tra le testimonianze di innumerevoli persone che sono state guarite e gli sono riconoscenti. Accorsa in tribunale, Marysia risolve ogni crescente sospetto e riabbraccia l'imputato smemorato chiamandolo padre e dunque scagionandolo in quanto effettivamente medico di grandissima fama.
Con buona pace di tutti, si celebra quindi il doppio matrimonio, di Marysia con Leszek, e di Rafał con Zośka.

## Distribuzione
Il film è stato distribuito sulla piattaforma Netflix a partire dal 27 settembre 2023.